# Neonella cabana
Neonella cabana är en spindelart som beskrevs av Galiano 1998. Neonella cabana ingår i släktet Neonella och familjen hoppspindlar. Inga underarter finns listade i Catalogue of Life.